# Conophytum joubertii
Conophytum joubertii är en isörtsväxtart som beskrevs av Lavis. Conophytum joubertii ingår i släktet Conophytum, och familjen isörtsväxter. Inga underarter finns listade i Catalogue of Life.